# Silmarils
Silmarils – francuska wytwórnia gier komputerowych przeznaczonych na komputery PC, Amiga, Macintosh, Atari ST i Atari Falcon. Została założona w roku 1987 przez Louisa-Marie i André Rocques’ów. W 2003 roku zbankrutowała.

## Lista stworzonych i wydanych gier
- Manhattan Dealers (1987)
- Mad Show (1988)
- Le Fetiche Maya (1989)
- Targhan (1989)
- Windsurf Willy (1989)
- Colorado (1990)
- Crystals of Arborea (1990)
- Star Blade (Silmarils) (1990)
- Boston Bomb Club (1991)
- Metal Mutant (1991)
- Storm Master (1991)
- Xyphoes Fantasy (1991)
- Bunny Bricks (1992)
- Ishar I: Legend of the Fortress (1992)
- Ishar II: Messengers of Doom (1993)
- Transarctica (1993)
- Robinson's Requiem (1994)
- Ishar III: The Seven Gates of Infinity (1994)
- Deus (1996)
- Time Warriors (1997)
- Asghan: The Dragon Slayer (1998)
- Arabian Nights (2001)